# Xenoblade Chronicles
Xenoblade Chronicles, in Japan bekend onder de naam Xenoblade, is een actierollenspel dat oorspronkelijk in 2010 werd uitgebracht voor Wii.

## Verhaal
Het verhaal van Xenoblade Chronicles begint met de strijd tussen Mechonis en Bionis, twee goden die vechten voor de eeuwigheid. Ze blijven vechten totdat Bionis de linkerhand van Mechonis afsnijdt, en dan steken hun beide zwaarden elkaar tegelijkertijd door. Eonen later bloeide het leven bovenop deze goden, maar de strijd tussen Mechonis en Bionis zou worden voortgezet door hun nageslacht, Bionis 'Homs en Mechonis' Mechon.
Eeuwen later, in Sword Valley, vecht het leger van Homs tegen een Mechon-invasie. De Homs verliezen snel terrein en worden gedwongen zich terug te trekken in Colony 6, waar ze een laatste stand zullen houden. Dunban, de huidige wielder van de legendarische Monado, besluit orders te negeren en schakelt de Mechon-strijdkrachten in met Dickson en Mumkhar.
Mumkhar rent weg en is van plan terug te keren nadat Dickson en Dunban zijn gestorven om de Monado te verzamelen; hij wordt echter gedood door de Mechon nadat hij hun basis is tegengekomen. Met de Monado, het enige wapen dat Mechon-bepantsering kan doorboren, zijn Dunban en Dickson in staat om alle Mechon terug te duwen en te vernietigen, waardoor de Homs zegevieren en Dunban de titel "Hero of the Homs" verdienen. Helaas kon Dunban de Monado niet volledig beheersen en na de strijd kon hij zijn rechterarm niet gebruiken en stierf hij bijna aan zijn verwondingen.
Één jaar later, snuffelt een 18-jarige wapenontwikkelaar genaamd Shulk in de buurt van Mechon-schroot op zoek naar materialen die nuttig zouden zijn voor Colony 9 wanneer hij wordt aangevallen door een krabachtig monster. Reyn, een goede vriend van hem, redt hem en de twee gaan snel terug naar Colony 9.

## Achtergrondinformatie
Het computerspel werd op E3 in 2009 aangekondigd onder de naam Monado: Beginning of the World. In januari 2010 werd het spel hernoemd naar Xenoblade, ter ere van Tetsuya Takahashi, de bedenker van dit spel en alle vorige spellen in de Xeno-serie.
In 2015 werd het spel geporteerd naar New Nintendo 3DS en in datzelfde jaar verscheen in Europa de Wii U-versie via Nintendo eShop.

## Xenoblade Chronicles: Definitive Edition
Op 29 mei 2020 werd er een remaster van het spel uitgebracht onder de naam Xenoblade Chronicles: Definitive Edition op de Nintendo Switch. Het spel was zowel fysiek als digitaal te krijgen via de Nintendo eShop en kreeg ook twee verschillende speciale edities.